# Managementul resurselor umane
Managementul resurselor umane (MRU sau RU) reprezintă o abordare strategică a gestionării eficiente a persoanelor dintr-o companie sau organizație, astfel încât acestea să-și ajute afacerea să obțină un avantaj competitiv. Acest concept este proiectat pentru a spori performanța angajaților din punct de vedere al obiectivelor strategice ale angajatorului. Managementul resurselor umane se referă în primul rând la gestionarea persoanelor din cadrul organizațiilor, concentrându-se pe politici și sisteme. Departamentele de resurse umane sunt responsabile de supervizarea planului de beneficii ale angajaților, recrutării angajaților, instruirii și dezvoltării, evaluării performanțelor și gestionării recompenselor, cum ar fi gestionarea sistemelor de plăți și sistemelor de beneficii. RU se preocupă, de asemenea de schimbările organizaționale și de relațiile industriale sau de echilibrarea practicilor organizaționale cu cerințele care decurg din negocierile colective și din legile guvernamentale. Conform viziunilor lui Armstrong (1997), Managementul resurselor umane poate fi caracterizat ca „o modalitate vitală de a face față obținerii, creării, supravegherii, stimulării și preluării dedicării avantajului distinct al asociației - persoanele care lucrează în și pentru asta."
Scopul general al resurselor umane (RU) este de a se asigura de faptulcă organizația este capabilă să obțină succes cu ajutorul oamenilor. Profesioniștii din cadrul RU gestionează capitalul uman al unei organizații și se concentrează pe implementarea politicilor și proceselor. RU se specializează în găsirea, recrutarea, instruirea și dezvoltarea angajaților, precum și menținerea relațiilor sau beneficiilor angajaților. Profesioniștii responsabili în formare și dezvoltare se asigură că angajații sunt instruiți și au o dezvoltare continuă. Acest lucru se realizează prin intermediul programelor de instruire, evaluărilor de performanță și programelor de recompensă. Departamentul de relații al angajaților se  preocupă de problemele angajaților atunci când politicile sunt încălcate, cum ar fi cazurile care implică hărțuire sau discriminare. Gestionarea beneficiilor angajaților include dezvoltarea structurii de compensare, programe de concediu parental, reduceri și alte beneficii pentru angajați. Pe cealaltă parte a domeniului se află generaliști în resurse umane sau parteneri de afaceri. Acești profesioniști în RU ar putea lucra în toate domeniile sau pot fi reprezentanți ai relațiilor de muncă care lucrează cu angajați sindicalizați.
RU este un produs al mișcării relațiilor umane de la începutul secolului al XX-lea, când cercetătorii au început să se documenteze despre modalitățile de a aduce plus valoare prin managementul strategic al forței de muncă. Acest lucru a fost inițial dominat de munca tranzacțională, cum ar fi administrarea salarizării și a beneficiilor, însă odată manifestându-se procesul globalizării, consolidării companiei, progreselor tehnologice și cercetărilor suplimentare, RU începând cu anul 2015 se concentrează pe inițiative strategice precum fuziuni și achiziții, gestionarea talentelor, planificarea succesiunii, relații industriale și de muncă, diversitate și incluziune. În actualul mediu global de muncă, majoritatea companiilor se concentrează pe reducerea fluctuației angajaților și pe valorificarea talentului și cunoștințelor deținute de forța de muncă. Angajările noi implică nu numai un cost ridicat, ci și crește riscul ca un nou angajat să nu poată înlocui în mod adecvat poziția angajatului anterior. Departamentele de resurse umane se străduiesc să ofere beneficii care să atragă angajații, reducând astfel riscul pierderii angajamentului angajaților și a proprietății psihologice.

## Istoria

### Evoluții teoretice antecedente
Domeniul Resurselor Umane a început să prindă contur în secolul al XVIII-lea, în Europa. S-a construit pe baza unei idei simple ce îi aparține lui Robert Owen (1771-1858) și Charles Babbage (1791-1871) în perioada revoluției industriale. Cei doi au ajuns la concluzia că oamenii joacă un rol primordial în obținerea succesului unei organizații. Aceștia și-au exprimat punctul de vedere, spunând că bunăstarea angajaților a dus la o muncă desăvârșită; fără muncitori sănătoși, organizația nu ar supraviețui.
RU a fost înființaț la începutul secolului al XX-lea, ca un domeniu specific influențat de către Frederick Winslow Taylor (1856–1915). Taylor a cercetat ceea ce el a numit „ management științific ” (denumit uneori „taylorism”), încercând să îmbunătățească eficiența economică a locurilor de muncă din industria prelucrătoare. În cele din urmă, s-a concentrat pe unul dintre principalele elemente de intrare în procesul de fabricație - forța de muncă - solicitând informații despre productivitatea forței de muncă.
Între timp, în Anglia, C S Myers, influențat de problemele neașteptate în rândul soldaților, care i-au alarmat pe generali și politicieni în Primul Război Mondial (1914-1918), a co-fondat Institutul Național de Psihologie Industrială (NIIP) în 1921. Procedând astfel, el a pus bazele mișcării relațiilor umane. Această mișcare, de ambele maluri ale Atlanticului, a fost dezoltată pe baza cercetării lui Elton Mayo (1880-1949) și a altor teoreticieni, aceștia având ca sursă de inspirație studiile Hawthorne (1924-1932) și alte studii despre stimuli care, independente de compensația financiară și condițiile de muncă, ar putea avea ca rezultat muncitori mai productivi. Munca lui Abraham Maslow (1908–1970), Kurt Lewin (1890–1947), Max Weber (1864–1920), Frederick Herzberg (1923–2000) și David McClelland (1917–1998), ce constituie baza studiilor în domeniul psihologiei industriale și organizaționale, comportamentul organizațional și teoria organizațională, a fost interpretată în așa fel încât să pretindă în continuare legitimitatea unei discipline aplicate.

### Apariția și dezvoltarea disciplinei
În momentul în care existau suficiente dovezi teoretice pentru a crea un studiu de fezabilitate pentru gestionarea strategică a forței de muncă, schimbări în peisajul afacerilor (precum metodelor lui Andrew Carnegie și John Rockefeller) și în politica publică (precum metodelor lui Sidney și Beatrice Webb, Franklin D. Roosevelt și The New Deal) această disciplină a transformat relația angajator-angajat, iar aceasta în sine s-a oficializat ca „relații industriale și de muncă”. În anul 1913, una dintre cele mai vechi asociații profesionale de resurse umane cunoscute - Chartered Institute of Personnel and Development (CIPD) - a debutat în Anglia sub numele de Welfare Workers' Association; și-a schimbat numele un deceniu mai târziu sub denumirea de Institute of Industrial Welfare Workers, iar în următorii 10 ani în Institute of Labor Management, înainte de a-și stabili numele actual în anul 2000. În 1920, James R. Angell, a menționat într-un discurs din cadrul unei conferințe, despre audierea personalului de la Washington, motivând necesitatea de a cerceta personalul. Acest lucru a condus la crearea organizației Federației de Cercetare a Personalului. În 1922, a fost publicat primul volum al Journal of Personnel Research, o inițiativă comună dintre Consiliul Național de Cercetare și Fundația pentru Inginerie. Totodată, în anul 1945, în Statele Unite a apărut prima instituție de învățământ superior din lume dedicată studiilor la locul de muncă, denumită Școala de relații industriale și de muncă din cadrul Universității Cornell. În 1948 s-a format Societatea Americană pentru Administrarea Personalului (SAAP), ceea ce va deveni ulterior cea mai mare asociație profesională de resurse umane - Societatea pentru Managementul Resurselor Umane (SMRU).
Între timp, în Uniunea Sovietică, aplicarea de către Stalin a patronajului(ocrotire) exercitat prin echivalentul „Departamentului RU” în Partidul Bolșevic, Orgburo, a demonstrat eficacitatea și influența politicilor și practicilor în materie de resurse umane  , iar Stalin însuși a recunoscut importanța resurselor umane, cum ar fi în desfășurarea în masă a acesteia în sistemul numit Gulag.
În a doua jumătate a secolului al XX-lea, calitatea de membru al sindicatului a scăzut semnificativ, în timp ce managementul forței de muncă a continuat să-și extindă influența în cadrul organizațiilor.  În SUA, sintagma „relații industriale și de muncă” a intrat în uz pentru a se referi în mod specific la probleme referitoare la reprezentarea colectivă. Multe companii au început să se refere la profesia de proto-resurse umane drept „administrarea personalului”. Multe metode actuale de resurse umane au apărut ca urmare a nevoillor companiilor din anii 1950 de a dezvolta și menține incusința personalului.
La sfârșitul secolului al XX-lea, progresele din sfera transporturilor și comunicațiilor au facilitat foarte mult mobilitatea și colaborarea forței de muncă. Corporațiile au început să privească angajații ca active. „Managementul resurselor umane” în consecință, a devenit sintagma dominantă pentru buna funcționare a unei corporații - ASPA chiar schimbându-și numele în Societatea managementului resurselor umane (SMRU) în 1998.
Uneori se folosește sintagma „managementul capitalului uman” (MCU) sinonim cu „RU”, deși „capitalul uman” se referă de obicei la o viziune mai restrânsă a resurselor umane; adică, cunoștințele pe care indivizii le încorporează, contribuind astfel la organizație. Asemenea, alți termeni folosiți uneori pentru a descrie domeniul, includ „management organizațional”, „managementul forței de muncă”, „managementul iscusinței”, „managementul personalului” sau cel mai simplu „managementul oamenilor”.

### În mass-media populară
Diverse producții media populare au descris managementul resurselor umane în procesul de funcțiune. În seria de episoade a televiziunii americane The Office, reprezentantul de resurse umane, Toby Flenderson este uneori descris ca un cicălitor, deoarece le amintește în permanență colegilor de muncă politicile companiei și reglementările guvernamentale. În benzile desenate americane de lungă durată, Dilbert, portretizează frecvent politicile sadice ale resurselor umane prin intermediul personajului Catbert, „directorul malefic al resurselor umane." Un manager de resurse umane este personajul principal al filmului israelian din 2010 "The Human Resources Manager", în timp ce un stagiar de resurse umane este protagonist în filmul francez Ressources humaines din anul 1999. Personajul principal al serialelor de comedie, din industria BBC, Philippa, este un manager de resurse umane. Protagonista telenovelei mexicane "Împreuna pentru totdeauna" este un director de resurse umane. "Sus, în aer" este centrat pe corporația mică a lui Ryan Bingham (George Clooney) și călătoriile sale. Pe măsură ce filmul progresează, resursele umane sunt descrise ca o funcție bazată pe date care tratează oamenii ca indicatori(valori metrice), ceea ce poate duce la rezultate absurde pentru oamenii reali.

## Practică
Dave Ulrich enumeră funcțiile RU ca:
- alinierea resurselor umane și strategia de afaceri
- reproiectarea proceselor de organizare
- ascultarea și răspunderea întrebărilor angajaților
- gestionarea transformării și schimbării

La nivel macro, resursele umane sunt responsabile de supravegherea conducerii organizaționale și a culturii. RU asigură, de asemenea, respectarea legislației muncii și a forței de muncă, care diferă în funcție de geografie și supraveghează adesea sănătatea, siguranța și securitatea. Pe baza locației geografice, se pot aplica diferite legi. În jurisdicțiile federale, pot exista mai multe legi federale care sunt cruciale pentru ca managerii de resurse umane să fie familiarizați pentru a-și proteja atât compania, cât și angajații. În Statele Unite ale Americii, legile și reglementările federale importante includ Legea privind standardele de muncă echitabile din 1938, care conține stabilirea unui salariu minim și protejarea dreptului anumitor lucrători de a câștiga ore suplimentare. Legea federală a drepturilor civile din 1964 protejează împotriva discriminării și interzice luarea oricărei decizii de angajare sau concediere în funcție de rasă, vârstă, sex și sex. Legea privind concediul familial și medical oferă angajaților eligibili până la douăsprezece săptămâni de concediu fără plată din motive familiale și medicale. Asigurarea conformității companiei cu toate legile și reglementările este un aspect important al resurselor umane și va proteja compania de orice fel de „răspundere legală”. În circumstanțele în care angajații doresc și sunt autorizați legal să dețină un contract de negociere colectivă, resursele umane vor servi, de obicei, și ca legătură principală a companiei cu reprezentanții angajaților (de obicei un sindicat). În consecință, RU, de obicei prin intermediul reprezentanților, se angajează în eforturi de lobby(activitate de influențare a politicilor publice) cu agențiile guvernamentale (de exemplu, în Statele Unite, Departamentul Muncii din Statele Unite și Consiliul Național pentru Relații cu Munca) pentru a-și continua prioritățile.
Managementul resurselor umane are patru funcții de bază: personal, formare și dezvoltare, motivație și întreținere. Personalul reprezintă recrutarea și selecția potențialilor angajați, realizată prin interviuri, aplicații, rețele etc. Există doi factori principali ai personalului: atragerea de recruți talentați și angajarea în domeniul resurselor umane. Managerii de resurse umane trebuie să creeze strategii de recrutare detaliate și să aibă un plan de acțiune care să fie prezentat la recrutare. Apoi, managerii pot pune în aplicare strategii prin angajarea resurselor, extinzându-se pentru a găsi cei mai buni recruți posibili pentru echipă. Recrutarea este foarte competitivă, deoarece fiecare companie își dorește cei mai buni candidați. Folosirea unor tactici precum mass-media poate atrage atenția recruților potențiali. Formarea și dezvoltarea reprezintă următorul pas și implică un proces continuu de formare și dezvoltare a angajaților competenți și adaptați. În acest caz, motivația este considerată esențiala pentru menținerea angajaților extrem de productivi. Aceasta include beneficiile angajaților, evaluările performanței și recompensele. Beneficiile angajaților, evaluările și recompensele sunt toate încurajări pentru a aduce în față cei mai buni angajați. Ultima funcție, întreținerea, implică păstrarea angajamentului și a loialității angajaților față de organizație. Gestionarea păstrării angajaților implică acțiuni strategice pentru a menține angajații motivați și concentrați, astfel încât aceștia să aleagă să rămână angajați și să fie pe deplin productivi în beneficiul organizației. Unele companii se globalizează și formează echipe mai diverse. Departamentele de resurse umane au rolul de a se asigura că aceste echipe pot funcționa și că oamenii pot comunica între culturi și peste granițe. Disciplina se poate angaja și în gestionarea mobilității, în special pentru expatriați; și este frecvent implicat în procesul de fuziune și achiziție.
În companiile de tip startup(abia înființate), profesioniștii instruiți pot îndeplini sarcini specifice resurselor umane. În companiile mai mari, un întreg grup funcțional este de obicei dedicat disciplinei, cu personal specializat în diferite sarcini de resurse umane și conducere funcțională care se angajează în luarea de decizii strategice în întreaga afacere. Pentru a instrui practicieni pentru profesie, instituțiile de învățământ superior, asociațiile profesionale și companiile au stabilit programe de studiu dedicate în mod explicit sarcinilor activității. Organizațiile academice și de practicieni pot produce publicații specifice domeniului. RU este, de asemenea, un domeniu de studiu de cercetare care este popular în domeniile managementului și psihologiei industriale / organizaționale, cu articole de cercetare care apar într-o serie de reviste academice, inclusiv cele menționate mai târziu în acest articol.
Una dintre provocările frecvente ale MRU este abordarea  noțiunii de unitarism (a vedea o companie ca un întreg unitar, în care atât angajatorii cât și angajații ar trebui să lucreze împreună pentru un bun comun) și asigurarea unui parteneriat pe termen lung între angajați și angajatori cu interese comune.

### Cariere
Există o jumătate de milion de practicanți în cadrul resurselor umane în Statele Unite și multe alte milioane în întreaga lume. Agentul pentru resursele umane sau directorul de resurse umane este cel mai înalt director executiv de resurse umane din majoritatea companiilor. De obicei, el sau ea raportează direct directorului executiv și lucrează împreună cu consiliul de administrație cu privire la succesiunea directorilor executivi.
În cadrul companiilor, posturile de resurse umane se încadrează în general în una dintre cele două categorii: generalist și specialist. Generaliștii susțin angajații direct cu întrebări, nemulțumiri și lucrează la o serie de proiecte în interiorul organizației. Aceștia „se pot ocupa de toate aspectele activității resurselor umane și, prin urmare, necesită o gamă largă de cunoștințe. Responsabilitățile generaliștilor în domeniul resurselor umane pot varia foarte mult, în funcție de nevoile angajatorului lor." În schimb, specialiștii lucrează într-o anumită funcție RU. Unii practicanți vor petrece o întreagă carieră fie drept generalist, fie drept specialist, în timp ce alții vor obține experiențe de la fiecare și vor alege o cale mai târziu. Postul de manager de resurse umane a fost aleasă drept unul dintre cele mai bune locuri de muncă din SUA, cu un clasament # 4 de către CNN Money în 2006 și un clasament # 20 de către aceeași organizație în 2009, datorită remunerației sale, satisfacției personale, securității locului de muncă, viitoarei creșteri și beneficiilor aduse societății.
Consultanța în domeniul resurselor umane este o cale profesională, în care persoanele pot lucra drept consilieri pentru companii și pot îndeplini sarcini externalizate de către companii. În 2007, existau 950 de consultanțe în domeniul resurselor umane la nivel global, constituind o piață de 18,4 miliarde USD. Primele cinci firme generatoare de venituri au fost Mercer, Ernst & Young, Deloitte, Watson Wyatt (acum face parte din Towers Watson), Aon (acum fuzionată cu Hewitt) și PwC consulting . </ref> Cât despre anul 2010, Consultanța în domeniul resurselor umane a fost clasată pe locul 43 drept cel mai bun loc de muncă din America de către CNN Money.
Unele persoane cu doctorat în resurse umane și alte domenii conexe, cum ar fi psihologia industrială și organizatorică și management, sunt profesori care predau principiile domeniului resurselor umane la colegii și universități. Acestea se regăsesc cel mai des în colegiile de afaceri din departamentele de resurse umane sau management. Mulți profesori efectuează cercetări pe teme care se încadrează în domeniul resurselor umane, cum ar fi compensarea financiară, recrutare și formare.

### Resurse umane virtuale
Tehnologia are un impact semnificativ asupra practicilor resurselor umane. Utilizarea tehnologiei face ca informațiile să fie mai accesibile în interiorul organizațiilor, scurtează timpul prin efectuarea sarcinilor administrative, permite companiilor să activeze la nivel global și reduce costurile. Tehnologia informației a îmbunătățit practicile de resurse umane în următoarele domenii:

#### Recrutarea electronică
Recrutarea a fost în mare parte influențată de tehnologia informației. În trecut, recrutorii se bazau pe tipărirea în publicații și din cele auzite pentru a ocupa posturile disponibile. Profesioniștii în resurse umane nu au fost capabili să plaseze un loc de muncă în mai multe locații deodată și nu au avut acces la milioane de oameni, ceea ce a determinat ca timpul de plată al noilor angajați să fie mult prea durabil și obositor. Cu ajutorul instrumentelor de recrutare electronică, profesioniștii în resurse umane pot plasa locurile de muncă și urmări solicitanții pentru mii de locuri de muncă în diferite locații, toate într-un singur loc. Feedback-ul interviurilor, verificările de cont și testările antidrog, precum și integrarea pot fi vizualizate online. Acest lucru îi ajută pe profesioniștii în resurse umane să țină la evidență toate locurile lor de muncă disponibile și a solicitanților într-un mod mai rapid și mai ușor decât înainte. Recrutarea electronică ajută, de asemenea, la lichidarea restricțiilor de localizare geografică. Locurile de muncă pot fi postate și văzute de oricine care are acces la internet. În paralel cu recrutarea portalurilor, profesioniștii în resurse umane au adesea vizite pe rețelele sociale prin intermediul site-urilor web ca și LinkedIn, ceea ce le permite să atragă angajați pe internet. Pe rețelele de socializare, aceștia pot contribui la crearea mărcii companiei prin a posta știrile companiei și fotografii ale evenimentelor acesteia. 

#### Sisteme de informare a resurselor umane
Profesioniștii în resurse umane se ocupă, în general, de cantități mari de documente zilnice, variind de la cererile de transfer ale departamentelor până la formularele confidențiale de impozitare a angajaților. Formularele trebuie să fie la dosar pentru o perioadă considerabilă de timp. Utilizarea sistemelor informaționale de resurse umane (HRIS) a facilitat companiilor să stocheze și să preia fișiere într-un format electronic pentru ca persoanele din cadrul organizației să poată accesa oricând este necesar, eliminând astfel necesitatea fișierelor fizice și eliberând spațiu în cadrul biroului. HRIS permite, de asemenea, accesul la informații într-un mod mai eficient; fișierele pot fi accesibile în câteva secunde. Deținerea tuturor informațiilor într-un singur loc permite, de asemenea, profesioniștilor să analizeze datele rapid și în mai multe locații, deoarece informațiile se află într-o locație centralizată.

#### Instruire
Tehnologia permite profesioniștilor în resurse umane să instruiască noi membri ai personalului într-un mod mai eficient. Acest lucru oferă angajaților posibilitatea de a accesa programe de pregătire și de instruire de aproape oriunde. Acest lucru elimină necesitatea formatorilor de a întâlni noi angajați față în față atunci când completează documentele necesare pentru noii angajați. Formarea în sălile de clasă virtuale permite profesioniștilor din domeniul resurselor umane să formeze rapid un număr mare de angajați și să evalueze progresului acestora prin programe de testare computerizate. Unii angajatori aleg să încorporeze un instructor cu instruire virtuală, astfel încât noii angajați sa primească o formare considerată vitală pentru acest rol. Angajații au un control mai mare asupra propriei învățări și dezvoltări; se pot angaja în activități de formare la un moment și la un loc ales de aceștia, ceea ce îi poate ajuta să-și gestioneze echilibrul dintre viața profesională și cea privată .Managerii sunt capabili să urmărească instruirea prin internet, ceea ce poate ajuta la reducerea redundanței costurilor de formare.

## Educație

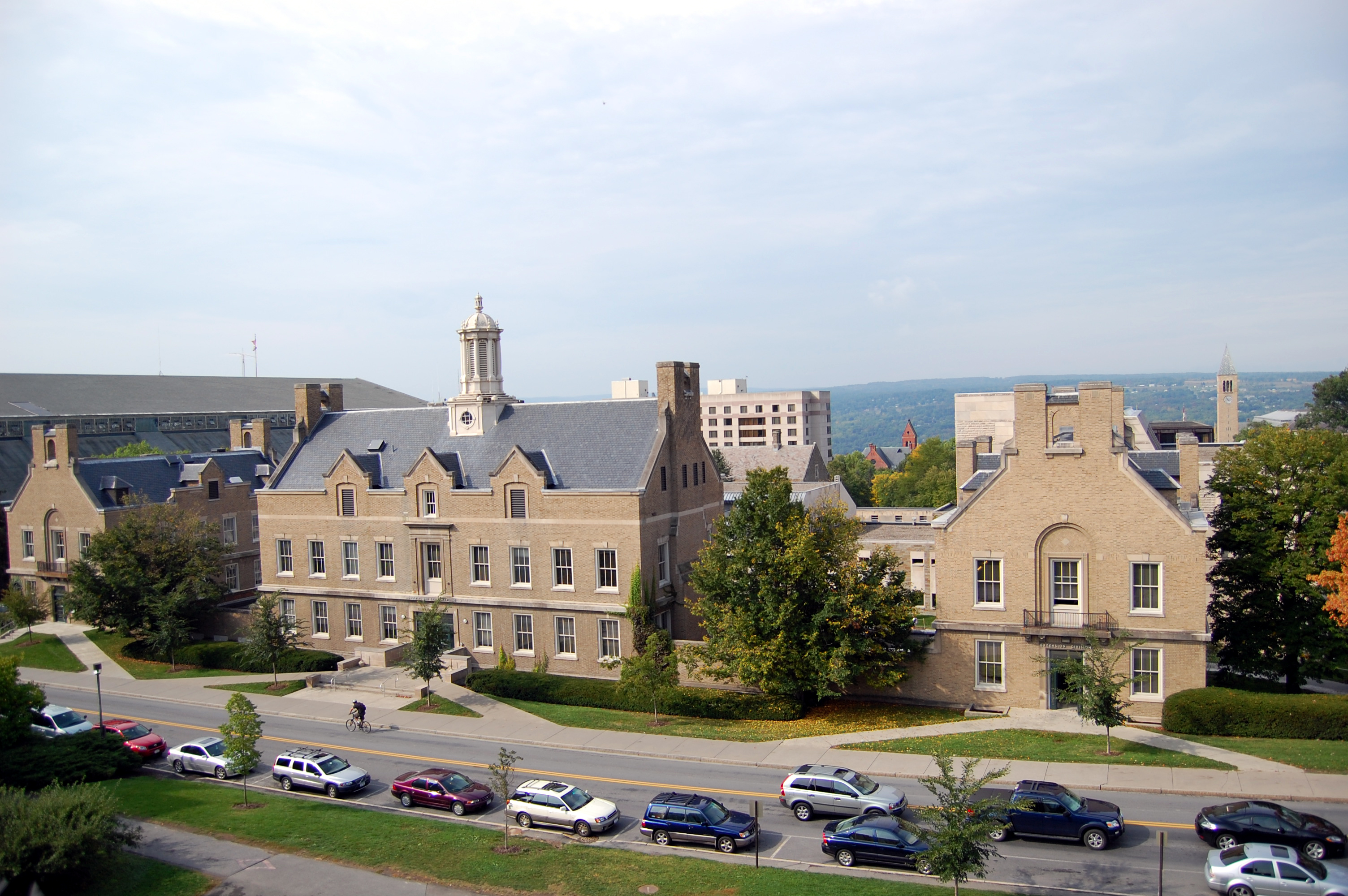
Școala de relații industriale și de muncă de la Universitatea Cornell a fost prima școală din lume pentru studii universitare în domeniul RU.

Unele universități oferă programe de studiu pentru resurse umane și domenii relevante. Școala de relații industriale și de muncă de la Universitatea Cornell a fost prima școală din lume pentru studii universitare în domeniul resurselor umane. În prezent, oferă educație la nivel de licență, de absolvent și la nivel profesional, și operează un program de diplomă comun cu Samuel Curtis Johnson Graduate School of Management.
Multe colegii și universități găzduiesc departamente și institute legate de domeniu, fie în cadrul unei școli de afaceri, fie într-un alt colegiu. Majoritatea școlilor de afaceri oferă cursuri de resurse umane, adesea în departamentele lor de management. În general, școlile de management al resurselor umane oferă educație și cercetare în domeniul managementului resurselor umane, de la diplome la oportunități de doctorat. Cursurile la nivel de masterat includ MBA (HR), MM (HR), MHRM, MIR etc. (vezi Master of Science în Dezvoltarea Resurselor Umane pentru curriculum.) Diverse universități din întreaga lume au preluat responsabilitatea de a instrui managerii de resurse umane și de a-i dota cu abilități interpersonale și intrapersonale, astfel încât relaționarea să fie mai eficientă la locul de muncă. Pe măsură ce domeniul managementului resurselor umane evoluează continuu datorită progreselor tehnologice ale celei de-a patra revoluții industriale, este esențial ca universitățile și colegiile să ofere cursuri care au o viziune de viitor.
În Statele Unite ale Americii, Universitatea pentru Resurse Umane pregătește angajați federali.

## Asociații profesionale
Există o serie de asociații profesionale, dintre care unele oferă instruire și certificare. Societatea pentru Managementul Resurselor Umane, cu sediul în Statele Unite, este cea mai mare asociație profesională dedicată resurselor umane cu peste 285.000 de membri în 165 de țări. Oferă o suită de certificări Profesionale în Resurse Umane (PHR) prin intermediul Institutului de certificare a resurselor umane. Institutul de Excelență în Furnizarea de Personal și Dezvoltare , cu sediul în Anglia, este cea mai veche asociație profesională de resurse umane, instituția predecesoare fiind fondată în 1918.
Mai multe asociații servesc nișe în cadrul resurselor umane. Institutul de recrutare (IOR) este o asociație profesională de recrutare, oferind membrilor educație, sprijin și formare. WorldatWork se concentrează pe „recompense totale” (adică despăgubiri, beneficii, viață profesională, performanță, recunoaștere și dezvoltarea carierei), oferind mai multe certificări și programe de formare care se ocupă cu remunerația și echilibrul dintre viața profesională și cea personală. Alte asociații de nișă includ Societatea Americană pentru Formare și Dezvoltare și Recunoașterea profesioniștilor internaționali.
O organizație în mare parte academică, care este relevantă pentru resurse umane, este Academia de Management care are o diviziune a resurselor umane. Această diviziune este preocupată de găsirea unor modalități de îmbunătățire a eficacității resurselor umane. Academia publică mai multe reviste dedicate parțial cercetării în domeniul resurselor umane, inclusiv Jurnalul Academiei de Management și Recenziile Academiei de Management, și găzduiește o întâlnire anuală.

## Publicații
Publicații academice și profesioniști care se ocupă exclusiv de resurse umane:
- Cornell HR Review[46]
- HR Magazine (SHRM)[47]
- Human Resource Management Review[48]
- International Journal of Human Resource Management[49]
- Perspectives on Work (LERA)[50]

Publicații asociate:
- Jurnalul Academic de Management
- Revizuirea Academică de Management
- Știința Administrativă Trimestrială
- Jurnalul Internațional de Selecție și Evaluare
- Jurnalul de Psihologie Aplicată
- Jurnalul de Management
- Jurnalul de Psihologie Profesională și Organizatorică
- Jurnalul de Psihologie a Personalului
- Știința Organizatorică
- Psihologia Personalului

## Vedeți de asemenea
- Managementul aspirației
- Anchetă internă
- Agenție de ocuparea forței de muncă
- Sistem de management al resurselor umane
- Știința sănătății ocupaționale
- Dezvoltarea organizației
- Teoria organizațională
- Previzualizare realistă a postului
- Recrutare

## Linkuri externe
- Materiale media legate de Managementul resurselor umane la Wikimedia Commons
- Citate legate de Managementul resurselor umane la Wikicitat